# Яцюк Іван Миколайович
Іва́н Микола́йович Яцю́к (20 травня 1991, с. Шкроботівка, Тернопільська область — 7 травня 2023, район с. Спірне, Донецька область) — український військовослужбовець Збройних сил України, учасник російсько-української війни.

## Життєпис
Іван Яцюк народився 20 травня 1991 року в селі Шкроботівці, нині Великодедеркальської громади Кременецького району Тернопільської области України.
Навчався в Шкроботівській загальноосвітній школі.
Служив кулеметником 3-го стрілецького відділення 2-го стрілецького взводу 2-го стрілецької роти в/ч А4248. Загинув 7 травня 2023 року під час виконання бойового завдання в районі с. Спірне на Донеччині.

## Вшанування пам'яті
28 червня 2023 року на фасаді Шкроботівської гімназії відкрили пам'ятну дошку Іванові Яцюку.